# Gloria Hodge
Gloria Hodge è un personaggio della serie televisiva Desperate Housewives, interpretato da Dixie Carter.

## Personaggio
Gloria è la madre di Orson, e suocera di Bree nel periodo in cui quest'ultima è stata sposata con Orson. Ha sempre preferito la sua prima nuora, Alma, per via del fatto che aveva un carattere debole, e dunque più facile da controllare. Il personaggio ha molte similitudini con Felicia Tilman, altro personaggio della serie, specialmente per via della loro crudeltà e del loro istinto a voler sempre ottenere tutto con qualunque mezzo. Seppur breve, la presenza di Gloria ha lasciato un ricordo indelebile, nel breve periodo in cui ha abitato con Orson e Bree, Gloria ha vissuto al 4354 di Wisteria Lane, e al 4351 quando prende una casa insieme ad Alma.

## Carattere
Gloria è una donna orgogliosa e spietata, e una fanatica religiosa. È spietata quando si tratta di ottenere ciò che vuole, senza farsi il minimo scrupolo di coscienza, non si fa nessun problema a uccidere gli altri, inoltre è bugiarda e manipolatrice. Non ha mai avuto un buon rapporto con Orson, non si fa nessun problema a dirgli in faccia che non lo rispetta e che per lei è una delusione. Manifesta sempre un comportamento freddo, calmo e integerrimo, vuole sempre aver il controllo sulle persone che gli stanno intorno e non sopporta che esse facciano qualcosa che lei ritiene inappropriate, si diverte a provocare la gente con un certo umorismo nero.

## Antefatti
Il marito di Gloria, Edwin, la tradì con un'altra donna e quando la cosa divenne nota alla comunità, Edwin si rintanò in casa diventando sempre più depresso. Un giorno Gloria esce di casa e lascia il marito alle cure di Orson, ma il figlio uscì disubbidendo, al ritorno Orson vede il padre morto dopo essersi tagliato le vene nella vasca da bagno. Dopo ciò Gloria rinchiude il figlio in un istituto per molto tempo. Gloria obbliga il figlio a frequentare Alma, una donna che lei ritiene idonea per lui, dopo averla messa incinta Orson si vede obbligato a sposarla, ma la donna affronta un aborto spontaneo e perde il bambino. Gloria scopre che Orson, incastrato in un matrimonio infelice, tradisce Alma con una donna di nome Monique, Gloria la uccide e Orson nonostante tutto l'aiuta a nascondere il cadavere. Alma lascia il marito e dopo ciò Orson rinchiude Gloria in una casa di riposo.

## Terza stagione
Gloria Hodge entra nella vita di Bree, la nuova moglie del figlio, nel momento in cui lei chiede ad Orson di darle l'indirizzo della sua casa di riposo per poterle inviare gli auguri di Natale. Di fronte alla titubanza del marito a parlarle di sua madre, Bree decide di andarla a trovare proprio all'ospizio, di nascosto dal marito. Qui incontra sua suocera, una donna che non è per niente affetta da demenza senile come Orson aveva voluto farle credere. Bree non perde tempo e la porta a casa sua per cena. Lì però si rende conto di quanta ostilità ci sia fra lei ed il figlio. I due hanno una discussione perché Orson non è disposto a tenerla in casa e le dice di aver venduto tutte le sue cose dopo averla messa nella casa di riposo. Gloria minaccia di rivelare alcuni segreti riguardo al passato di suo figlio che di certo non piacerebbero a Bree. Quest'ultima obbliga Orson a rispettare il quarto comandamento ("Onora il padre e la madre"), finché Gloria non si mostra sprezzante anche nei suoi confronti, e così si lascia convincere dal marito a comprarle una casa. Quando Edie mostra loro una brutta casa in una zona malfamata della città, Bree si rifiuta di lasciar vivere lì Gloria e si decide a riportarla a casa quando l'anziana finge di inciampare, per farle credere di non essere autosufficiente. Il rapporto tra Bree e Orson viene turbato da una scenata di Gloria, che ubriaca, racconta alla nuora che suo figlio aveva tradito Alma con Monique Poulier. Bree è sconvolta, ma Orson le confessa poi di aver agito solo per amore, poiché si trovava vincolato in un matrimonio che non aveva mai cercato.
In seguito, si scopre che Gloria è in contatto con Alma, da tutti creduta morta. Con lei si trasferisce nella vecchia casa di Betty Applewhite e organizza un piano per costringere Orson a tornare con Alma: fa scrivere da Alma un biglietto in cui la donna manifesta il desiderio di suicidarsi, fa accorrere Orson a casa loro fingendo che Alma si sia tagliata le vene e gli propina del liquore contenente sonniferi e viagra, in modo che Alma lo possa stuprare per rimanere incinta.
La psicologia di Gloria la spinge a pianificare tutto ciò perché è convinta che Orson abbia commesso un peccato mortale divorziando da Alma. La sua unica volontà è dunque quella di porre fine al matrimonio fra Orson e Bree, che lei, esaltata religiosa, vede come adulterio.
Quando Alma si rende conto di non poter costringere l'ex-marito ad amarla, e decide di andarsene, Gloria glielo impedisce, chiudendola a chiave nella soffitta della loro casa.
Nell'episodio "Le piccole cose che si fanno insieme", un flashback di Orson, che cade dal tetto del Fairview Memorial Hospital, mette a conoscenza dell'identità del vero assassino di Monique Poulier: non Orson, come Mike Delfino ha sempre sostenuto, ma sua madre Gloria, animata ancora una volta dal suo desiderio di eliminare il peccato dalla vita di suo figlio. La donna aveva infatti ucciso Monique con la chiave inglese di Mike, e poi suo figlio l'aveva allontanato da casa Poulier con una scusa per permettere a lui e a sua madre di seppellire Monique. Particolarmente raccapricciante è il momento in cui Gloria stacca con le tenaglie i denti della donna, evitando così un'eventuale identificazione attraverso delle lastre dentarie. Nello stesso episodio, Gloria attua il suo piano (che aveva cominciato facendo cadere Bree da una scala a pioli).
Mentre Bree è costretta a letto sorvegliata dalla figlia Danielle, Gloria convince la ragazza a portare alla madre una scodella di minestra in cui lei ha messo un sedativo. Poi convince senza fatica Danielle ad andare all'inugurazione della pizzeria di Tom e Lynette Scavo, dove Andrew sta lavorando come cameriere. Rimasta quindi da sola con Bree, la trascina nella vasca da bagno, dove vuole tagliarle le vene simulando un suicidio (come, si scoprirà, aveva fatto per il marito molti anni prima) e le confessa di essere dispiaciuta di doverla uccidere perché la giudica una donna perbene, al contrario di Monique. Andrew, però, avendo visto la sorella in pizzeria, si insospettisce e corre a casa. Gloria non esita a tramortirlo con il suo bastone facendolo cadere dalle scale. A salvare Bree sarà Orson che fugge dall'ospedale dove era ricoverato dopo la caduta dal tetto. Una volta in casa, ha una violenta colluttazione con la madre, ma riesce a disarmarla spingendole la testa nell'acqua della vasca da bagno e affogandola. Gloria chiede al figlio di portarla in ospedale perché si è accorta di avere un ictus, ma Orson si rifiuta di farlo e la lascia nel giardino di casa di Alma che, nel frattempo si era liberata uscendo dalla finestra della soffitta, ma era precipitata dal tetto.
Gloria rimane paralizzata e muta a causa dell'ictus che l'ha colpita, nonostante le sue funzioni cerebrali restino intatte e la mattina successiva Ida Greenberg trova i due corpi; la polizia conclude che Alma si è suicidata e che Gloria ha avuto un malore dopo aver scoperto il suo cadavere. L'ultima immagine di Gloria è quella di Orson che le gira il capo all'ospedale, per permetterle di vederlo uscire dalla sua stanza perché, come dice lui, sarebbe stata l'ultima volta che l'avrebbe visto. 
Gloria apparirà brevemente in un flashback nel prologo di un episodio della quarta stagione in cui ordinava a Orson di investire Mike Delfino.